# Key Colony Beach
Key Colony Beach est une ville américaine située dans le comté de Monroe, dans l'État de Floride. L'essentiel de son territoire est situé sur une île autrefois appelée Shelter Key qui fait partie des Middle Keys, au centre de l'archipel des Keys.

## Démographie
| 1960 | 1970 | 1980 | 1990 | 2000 | 2010 |
| ---- | ---- | ---- | ---- | ---- | ---- |
| 66   | 371  | 977  | 977  | 788  | 797  |

Lors du recensement des États-Unis de 2010, elle compte 797 habitants.